# クリムゾン・エンパイア〜Circumstance to serve a noble〜
『クリムゾン・エンパイア 〜Circumstance to serve a noble〜』（クリムゾン・エンパイア サーカムスタンス トゥー サーブ ア ノーブル）は、2008年12月13日にQuinRoseから発売されたパソコン用恋愛アドベンチャーゲーム。アペンドディスクとして、2009年8月8日に『クリムゾン・ロワイヤル 〜Circumstance to serve a noble〜』が発売された。また『エンパイア』のみ、PlayStation 2用とPlayStation Portable用の移植版も発売されている。さらに『新装版クリムゾン・エンパイア』として2015年以降PlayStation Vita版ノベルゲーリメイクされ、グラフィックも一新されることが決定している。

## 概要
『エンパイア』はQuinRose作品の第5作目。1作目の『魔法使いとご主人様』や2作目の『アラビアンズ・ロスト』と同じく、フルークハーフェン大陸シリーズに分類される。『ロワイヤル』は第6作目で、エンパイアの続編。QuinRose初のアペンドディスク形式で、本編で各キャラのエンディングを見ていないとプレイ出来ない。ミハエルのルートのみ、主人公ではなくミハエルの視点で物語が進む。2作とも、シミュレーションゲームやRPGの要素を含んでいる。

## ストーリー
舞台は、貴族の国―ルクソーヌの属国。護衛頭でもある第二王子付きメイド長―シエラ＝ロザンを主人公とする2作。本編は、第一王子と第二王子の王位争いが始まる中、主を王位に就ける為、貴族や民衆から支持を集めようと奮闘する。
続編のロワイヤルでは王位争いも決着し、後は戴冠式を待つのみとなった休息の日々。恋人となった男性とどう過ごすのか、主人公の行動を追っていく。

## 登場人物
シエラ＝ロザン
年齢：18〜21歳 / 血液型：O型 / 身長：160cm
主人公（名前変更可能）。第二王子―エドワルド付きのメイド長兼護衛頭。
身分のない平民女性としては最高職に就いており、同性達の憧れの的。主に絶対の忠誠を誓い、命も惜しまず献身する。元奴隷・元暗殺者という過去から職務を遂行する時は有能だが、それ以外では大雑把。魔法が苦手で関わる事を嫌い、魔法を操る相手というだけで毛嫌いする。続編では初めての休息期間に戸惑いを見せるも、恋愛に頑なだった前作と比べると、恋人という存在によりかなり前向きに変わっている。
エドワルド＝ウィンフリー
声 - 鈴村健一
年齢：19〜22歳 / 血液型：O型 / 身長：178cm
第二王子。ジャスティンの腹違いの弟。
暗殺されかけた際に主人公に助けられて以降、信頼し傍に置いている。表面上は慈悲深くて寛容だが、実際には冷徹で容赦のない顔も持っているパーフェクトプリンス。続編では次期国王の立場となる。ジャスティンを実は本当の家族よりも大切に思っているが、それを本人に伝える事は決してしない。
ジャスティン＝ロベラッティ
声 - 平川大輔
年齢：23〜26歳 / 血液型：A型 / 身長：190cm
第一王子。エドワルドの腹違いの兄。
母親が妾の為、第一王子でありながら王位継承権は、正后腹のエドワルドに劣る。母の死をきっかけにエドワルドを恨んでおり、暗殺者を差し向ける事がある。剣の腕は護衛をも凌ぎ、一人で暗殺者の撃退も可能。その強面から傲慢で恐ろしいと思われがちだが、実は義に篤く頼りがいがある。続編では王位争いに敗れた状態にあるものの、弟との和解には至っていない。
マーシャル＝エイド
声 - 成田剣
年齢：21〜24歳 / 血液型：A型 / 身長：182cm
第一王子付きの侍従長。
主人公とは主同士が敵対関係の為に対立しているが、新人時代からのライバルで、呑み仲間としての交流もある。主人公とは和やかに斬り合うほど仲が良く、共に鍛錬に励む事もしばしば。仕事ではいつも冷静で、常に丁寧な口調であり、決して慇懃な態度を崩さない。粘り強い努力家だが、時には内に秘めた情熱が暴走する事もある。
ブライアン＝カペラ
声 - 鈴木達央
年齢：24〜27歳 / 血液型：B型 / 身長：182cm（帽子込→190cmと少し）
次期侯爵の華やかな令息で、リリーの兄。
その肩書きから、社交界では女性達の憧れの的であり浮いた話が後を絶たないが、実はいたってノーマルな趣味を持つ真面目人間。リリーを溺愛しているも、反抗期なのか近年は構われる事を嫌がられている。ランビュールとは魔法学校に通っていた頃からの友人で、今もよく実験で一緒に鍋を突いている。
ランビュール＝ダヌンツィオ
声 - 谷山紀章
年齢：25〜28歳 / 血液型：O型 / 身長：177cm
元平民ながら前国王の命を救った功績で、士爵の位を持つ薬師。
調合や実験で悪臭や爆発などの問題を頻発させるが、本人に改善する気は皆無。自室に閉じこもって実験に没頭するのを好む為、己の事を「地味で目立たない」と卑下している。ブライアンとは友人だが、身分の違い故に「様」をつけて話す。薬物に詳しい師匠がいる。
ハルキア＝ガナッシュ
声 - 斎賀みつき
年齢：24〜27歳 / 血液型：A型 / 身長：168cm
上司である主人公の信頼厚い、エドワルド付き副メイド長。
ショートカットにした黒髪などの容貌と同様に、中性的な言動が多く口数も少ないが、繊細で物事を気にしやすい性格。奴隷時代に両足を切られ、生きるか死ぬかを迷っていた際、主人公に助けられた。魔法で復元させた現在も長時間立つ事は出来ず、不自由な状態が続く。その為に戦闘能力は低めで、主にデスクワークを担当する。
リリー＝カペラ
声 - 宮崎羽衣
年齢：16〜18歳 / 血液型：AB型 / 身長：150cm
ブライアンの妹であるカペラ侯爵家の令嬢で、エドワルド付きのメイド。
助けられたのをきっかけに主人公に憧れ、その下で働くメイドになった程の熱狂的なファン。外見も口調も令嬢らしく愛らしいが毒舌家で、嫌っている相手には容赦がない。斧を使用しての戦闘能力は主人公に次ぐ高さで、いわゆる天才肌だが、努力家。ブライアンとは、（一応）仲良し。
オランヌ＝バルソーラ
声 - 浪川大輔
年齢：?歳 / 血液型：O型 / 身長：175cm
城に滞在しながら、シンフォニア高位魔法学校でも教鞭を揮う魔法使い。マイセンの師匠であり先生。
若い青年の容姿だが、相当昔から城に住み着いており実年齢は不明。主人公をしつこく占おうとする。長生きしている分、達観したような所もあるが興味のある事に関しては好奇心旺盛で、いつも飄々としている。
ロナウス＝エッカート
声 - 岸尾だいすけ
年齢：26〜28歳 / 血液型：B型 / 身長：180cm
本国―ルクソーヌを統べる女王の従者。
女王に想いを寄せており、女王の元恋人―マイセンを護衛せねばならない事を本心では快く思っていない。主人公やマーシャルとは昔ながらの悪友で、戦闘能力は二人より格段に上。他人を見下すような嫌味で傲慢な面があり、ややサディスト的な部分もある。職務には忠実で有能だが、主である女王に関しては盲目的。
マイセン＝ヒルデガルド
声 - 下野紘
年齢：25〜27歳 / 血液型：B型 / 身長：180cm以上
世界各地を放浪している魔法使い。魔法王国―ルーンビナスの王弟の息子で、『魔法使いとご主人様』の主人公―アリシア＝ヒルデガルドの兄。
ポジティブで軽く、人当たりも良いのは表の顔であり、裏には正反対のものを抱えている。しかし、己の内面まで他人に見せる事はあまりない。その旅の目的には25の女神に関わる何かがある、らしい。『アラビアンズ・ロスト』にも登場。
ミハエル＝ファウスト
声 - 緑川光
年齢：?（推定200歳前後） / 血液型：? / 身長：180cm以上
一見すると神父のような衣服を身に纏っているが、マイセンと契約している悪魔。
契約しているマイセンの言う事しか聞かず、それさえ聞かない事もある程唯我独尊。基本的に後ろ向きで暗く、あらゆる事にネガティブ。思考は破壊的で人間にとっては理解しがたいが、一方で子供っぽい一面も。主人公が幼い頃に出会い、道を選ばせた代償に死後の魂を貰う約束をしている。『アラビアンズ・ロスト』にも登場。
カーティス＝ナイル
声 - 石田彰
年齢：26〜28歳 / 血液型：B型 / 身長：175cm以上
稀代の天才暗殺者で暗殺者ギルドのギルドマスター。
主人公に暗殺・戦闘技術を仕込んだ師匠で、主人公の過去回想にて登場。趣味で薬物にも詳しい。現在はギルカタールに滞在しており、『アラビアンズ・ロスト』では主要キャラの一人。
ユウゼドリアマナトナデナラドナ＝フィオレントナグリア
声 - SHIGERU (AciD FLavoR)
年齢：25〜27歳 / 血液型：A型 / 身長：175〜180cm
ロワイヤルにのみ、大荷物を背負って登場する行商人。
訛りの強い、独特な喋り方をする。マイセンとはシンフォニア高位魔法学校時代からの旧友で、ミハエルとは顔馴染み。珍品に目がなく、特に黄色いものが好き。「ユウ」と略して呼ばれる事を不満に思っている。
コールドナード＝ベネッサ
声 - 梶裕貴
第一王子に仕える侍従長の副官。
マーシャルの部下でありながら、がさつな言葉遣いで上司や主と接する。本国の従者と親戚関係にある。短気な性格からリリーとは意見が合わず、顔を合わせる度に口喧嘩が絶えない。
ロイヤー＝マーゴット
年齢：20代後半〜30代前半
ブライアンに仕える侍従長。
若様と呼んで敬愛しているブライアンからは「ロイヤー君」と呼ばれている。一度酒を飲むと絡む癖があり、よく酒場で主人公とマーシャルをからかっている。気さくな性格から、いつしかロナウスとは彼の滞在中に仲が良くなっていた。

## 主題歌
全ての曲において、作詞は五月攻、作曲は鞠が担当している。
- エンパイア
  - オープニングテーマ「Crimson Empire (Ver.A) 」 - 歌：ソラリズム、「Crimson Empire (Ver.B)」 - 歌：QuinRose
  - エンディングテーマ「鏡が映す、よそゆき顔」 - 歌：ソラリズム、「Between Rhythms」 - 歌：QuinRose、「手の鳴る方へ」 - 歌：frederick "N"
- ロワイヤル
  - オープニングテーマ「Crimson Royale (Ver.A)」 - 歌：ソラリズム、「Crimson Royale (Ver.B)」 - 歌：QuinRose
  - エンディングテーマ「Fire Dance」 - 歌：ソラリズム、「ゴミ箱の宝石」 - 歌：QuinRose、「呼んでもいないのに」 - 歌：SHIGERU

## CD
- Crimson Empire 〜Flamme〜
- Crimson Empire 〜Glace〜
- Crimson Royale 〜Promesse〜

## 関連書籍

### 漫画
双葉はづき作画　一迅社発行
- クリムゾン・エンパイア　
  1. ISBN 978-4758054355（2009年8月25日）
  2. ISBN 978-4758055420（2010年9月25日）
  3. ISBN 978-4758056540（2011年10月25日）

恋愛おとぎ話　一迅社発行
同社の他作品『アラビアンズ・ロスト』『QuinRoseアリスシリーズ』も含むアンソロジー。
- 恋愛おとぎ話〜Toy Box〜　藤丸豆ノ介作画　ISBN：978-4758054294（2009年8月25日）
- 恋愛おとぎ話〜ハッピー・アソート〜　アツキ緑化作画　ISBN：978-4758054737（2009年12月25日）
- 恋愛おとぎ話〜ショコラ・ドラジェ〜　茶々屋トネ作画　ISBN：978-4758054911（2010年2月25日）
- 恋愛おとぎ話〜ローズ・プティクール〜　カワハラ恋作画　ISBN：978-4758054959（2010年3月25日）
- 恋愛おとぎ話〜シャンパン・カーニバル〜　S.濃すぎ作画　ISBN：978-4758055222（2010年6月25日）

### 小説
神尾アルミ著　一迅社発行
- クリムゾン・エンパイア〜プリズナー・オブ・ラブ〜　ISBN 978-4758040945（2009年7月18日）
- クリムゾン・エンパイア〜スウィート・レクイエム〜　ISBN 978-4758041324（2010年1月20日）
- クリムゾン・エンパイア〜スカーレット・ラビリンス〜　ISBN 978-4758042185（2011年3月19日）
- クリムゾン・エンパイア〜スペル・オブ・ロマンス〜　ISBN 978-4758042680（2011年10月20日）

清水マリコ著　講談社発行
- クリムゾン・エンパイア　運命の王子様　ISBN 978-4062866538（2010年8月5日）
- クリムゾン・エンパイア　甘い毒薬　ISBN 978-4062866781（2011年6月2日）

### 攻略本
ピクトプレス発行
- クリムゾン・エンパイア 公式ファンブック　ISBN 978-4904312445（メーカーカバーVer. 2009年2月22日/一般販売Ver. 2009年3月24日）
- クリムゾン・エンパイア 公式サイドブック　ISBN 978-4904312452（メーカーカバーVer. 2009年2月22日/一般販売Ver. 2009年3月24日）

## 関連作品
- 魔法使いとご主人様
全てが魔法なくしては成立しない王国―ルーンビナスにプリンセスとして生まれた、魔法を使えない主人公―アリシア＝ヒルデガルドが、保身の為、身分に相応しい生涯の供とする従者を探し出すというしきたりに従い、王国随一（世界一）の名門校―シンフォニア高位魔法学校で25日間の滞在生活を送る作品。
- アラビアンズ・ロスト
犯罪大国―ギルカタールのプリンセス―アイリーン＝オラサバルは、盗賊王の一人娘として英才教育を受けて育ったが、「“普通”の人間になりたい」と強く願っている。両親の選んだ5人の大悪党である婚約候補者達との縁談をどうしても回避したい主人公は、両親に取引を持ちかけ、25日間以内に1000万Gという大金を自力で貯められれば婚約を強制しない、と約束させた。かくして、“普通”の生活を目指す主人公の、候補者達や施設を上手く利用しての大金稼ぎが始まる。